# Апастово (городское поселение)
Городско́е поселе́ние посёлок городского типа Апастово — муниципальное образование в Апастовском районе Татарстана Российской Федерации.
Административный центр — пгт Апастово.

## История
Статус и границы городского поселения установлены Законом Республики Татарстан от 31 января 2005 года № 8-ЗРТ «Об установлении границ территорий и статусе муниципального образования „Апастовский муниципальный район“ и муниципальных образований в его составе»

## Население
| 2010  | 2011  | 2012  | 2013  | 2014  | 2015  | 2016  |
| ----- | ----- | ----- | ----- | ----- | ----- | ----- |
| 5585  | ↗5601 | ↗5663 | ↗5739 | ↘5718 | ↗5729 | ↗5738 |
| 2017  | 2018  | 2021  |       |       |       |       |
| ↗5750 | ↗5779 | ↘5466 |       |       |       |       |

## Состав городского поселения
| № | Населённый пункт | Тип населённого пункта      | Население |
| - | ---------------- | --------------------------- | --------- |
| 1 | Апастово         | пгт, административный центр | ↘5119     |
| 2 | Старые Енали     | деревня                     | ↘410      |